# Neobuzdani Okona
Neobuzdani Okona (eng. The Outrageous Okona) je četvrta epizoda druge sezone američke znanstveno-fantastične serije Zvjezdane staze: Nova generacija. 

## Radnja
Istražujući Omega Sagitta sustav, Enterprise pomaže pokvarenom teretnom brodu i ugosti jedinog putnika, kapetana Okonu. Na Enterpriseu, naočit i šaljiv Okona šarmira posadu - posebno žene - sa svojom dosjetljivošću i vragolastim ponašanjem. Međutim, Data ne shvaća Okonine šale i traži pomoć od Guinan pri shvaćanju tako složenog problema kao što je humor.
U međuvremenu, dvije male interplanetarne letjelice naciljaju svoje lasere na Enterprise, zahtijevajući Okoninu predaju. Prvo, Debin optužuje Okonu da je zbog njega njegova kćer, Yanar, trudna; dok Kushell, sa svojim sinom Benzonom uz njega, optužuje Okonu da je ukrao slavni državni dragulj, Dragulj od Thezija.

Znajući da bi moglo doći do izbijanja rata između dvije države ako preda Okonu jednom od tražitelja, Picard pristaje pomoći Okoni da brzo pobjegne. Međutim, razgovor s Wesleyjem Crusherom uvjeri Okonu da promjeni svoje mišljenje i preda se.
Kada su se sve strane teleportirale na Enterprise da porazgovaraju o cijeloj stvari, Okona zaprosi Yanar, na što Benzan napravi ispad te prizna da je on otac Yanarinog djeteta i da je uzeo dragulj kako bi ga poklonio svojoj djevojci kao vjenčani dar. Okona također priznaje da je služio kao glasnik između mladića i djevojke, čije se obitelji svađaju godinama. Nakon svih otkrivenih tajni, Yanar se pristaje udati za voljenog Benzana.

Nakon riješenog problema, Data se vraća u holodek da isproba par viceva ispred publike. Nakon razočaravajućeg pokušaja, Data dolazi do tužnog zaključka da on jednostavno ne može biti smiješan. Ali kako posada pozdravlja Okonu, Data je uhvaćen nespreman Okoninim pitanjem te odgovori na poprilično smiješan način, a da toga ni sam nije svjestan, na što se svi na mostu nasmiju.

## Vanjske poveznice
- Neobuzdani Okona na startrek.com  Arhivirana inačica izvorne stranice od 15. srpnja 2009. (Wayback Machine)